# Diedrich Bader
Pour les articles homonymes, voir Bader.
Diedrich Bader, né le 24 décembre 1966 à Alexandria (Virginie), est un acteur américain.

## Filmographie

### Cinéma
- 1990 : Arduous Moon de Julie Cypher
- 1993 : Les Allumés de Beverly Hills (The Beverly Hillbillies, titre québécois Les péquenots de Beverly Hills) de Penelope Spheeris : Jethro Bodine
- 1994 : Teresa's Tattoo de Julie Cypher : Higgins
- 1999 : 35 heures, c'est déjà trop (Office Space, titre québécois La folie du travail) de Mike Judge : Lawrence
- 2000 : Couple Days... A Period Piece de Robert Dorfman : Josh
- 2000 : Certain Guys de Stephen James : Ronald
- 2001 : Jay et Bob contre-attaquent (Jay and Silent Bob Strike Back, titre québécois Jay et Bob contre-attaquent) de Kevin Smith : Gordon, l'agent de sécurité de Miramax
- 2002 : Evil Alien Conquerors (en) de Chris Matheson : My-ik
- 2004 : Napoleon Dynamite de Jared Hess : Rex
- 2004 : Eurotrip de Jeff Schaffer : Mugger
- 2004 : Dead & Breakfast de Matthew Leutwyler (en) : Chef Henri
- 2005 : Miss FBI : Divinement armée (Miss Congeniality 2: Armed & Fabulous, titre québécois Miss Personnalité 2 - Armée et fabuleuse) de John Pasquin : Joel Meyers
- 2006 : Cook-Off! de Guy Shalem : Del Crawford
- 2006 : L'agence de casting (en) (Cattle Call) de Martin Guigui : Glenn Dale
- 2007 : Sunny & Share Love You) de Matthew Buzzell : Mr. Jami
- 2007 : Balles de feu (Balls of Fury, titre québécois Balles en feu) de Robert Ben Garant : Gary
- 2008 : Spartatouille (Meet the Spartans, titre québécois Voici les Spartiates) de Jason Friedberg et Aaron Seltzer : Traitoro
- 2010 : Calvin Marshall (en) de Gary Lundgren : Fred Deerfield
- 2010 : Mords-moi sans hésitation de Aaron Seltzer : Frank Crane
- 2012 : Atlas Shrugged: Part II de John Putch : Quentin Daniels
- 2012 : Les Chiots Noël, la relève est arrivée (Santa Paws 2 : The Santa Pups) : Comet (voix)
- 2019 : Jay et Bob contre-attaquent… encore (Jay and Silent Bob Reboot) de Kevin Smith : Gordon
- 2022 : The Blackening de Tim Story : Ranger White
- 2024 : The 4:30 Movie de Kevin Smith : Damocles

### Télévision
- 1988 : Longarm de Virgil W. Vogel (téléfilm)
- 1988 : Desert Rats de Tony Wharmby (téléfilm) : Mort
- 1989 : Star Trek : La Nouvelle Génération (Star Trek: The Next Generation) créée par Gene Roddenberry (série télévisée, épisode L'Émissaire The Emissary) : Tactical Crewman
- 1989 : The Preppie Murder (en) de John Herzfeld (téléfilm) : Peter
- 1990 : 21 Jump Street créée par Stephen J. Cannell et Patrick Hasburgh (en) (série télévisée, épisode Last Chance High) : Paul Edward Novack
- 1990 : Code Quantum (Quantum Leap) créée par Donald P. Bellisario (série télévisée, épisode Rebel Without a Clue - September 1, 1958) : Dillon
- 1990 : Broken Badges (série télévisée, épisode Chucky) : Chucky Moran
- 1990 - 1991 : Cheers créée par Les Charles (en), Glen Charles (en) et James Burrows (série télévisée, 2 épisodes) : Paul / serveur
- 1991 : Le Bluffeur (en) (Shannon's Deal) (série télévisée, épisode Trouble) :
- 1991 : Le Prince de Bel-Air (The Fresh Prince of Bel-Air) créée par Andy Borowitz (en) et Susan Borowitz (série télévisée, 2 épisodes) : Frank Schaeffer
- 1992 : L'Excellente Aventure de Bill et Ted (Bill & Ted's Excellent Adventure) (série télévisée, épisode Nail the Conquering Hero) : Arthur
- 1992 : Flying Blind (en) (série télévisée, épisode Smiles of a Summer Night) : Matthew
- 1993 : Danger Theatre (en) (série télévisée) : le chercheur
- 1995 : Diagnostic : Meurtre (Diagnosis Murder) créée par Joyce Burditt (série télévisée, épisode The New Healers) : Lincoln Cutter
- 1995 : All-American Girl (en) (série télévisée, épisode Young Americans) : Spencer
- 1995 : Frasier créée par David Angell, Peter Casey (en) et David Lee (en) (série télévisée, épisode The Innkeepers) : Brad
- 1995 - 2004 : Le Drew Carey Show (The Drew Carey Show) de Drew Carey et Bruce Helford (série télévisée, 203 épisodes) : Oswald Lee Harvey
- 1996 : Secret défense (The Assassination File) de John Harrison (téléfilm) : Scott McDonough
- 1997 : Murphy Brown créée par Diane English (série télévisée, épisode Desperate Times) : Acolyte Monk no 1
- 1999 - 2001 : The Norm Show (série télévisée, 2 épisodes) : Travis
- 2001 : Rock & Roll Back to School Special de Gerry Cohen (en) (téléfilm) : Oswald Lee Harvey
- 2005 : Untitled Oakley & Weinstein Project de Michael Lembeck (téléfilm) : Lt. Peter Fontaine
- 2004 - 2005 : Center of the Universe (en) (série télévisée) : Tommy Barnett
- 2005 : Une famille presque parfaite (Still Standing) créée par Diane Burroughs (en) et Joey Gutierrez (en) (série télévisée, épisode Still the Fun One) : Bob
- 2006 : Mr. Nice Guy (série télévisée)
- 2006 : Shark créée par Ian Biederman (it) (série télévisée, épisode Fashion Police) : Z Pruitt
- 2007 : Sept à la maison (7th Heaven, titre suisse Une famille à toute épreuve) créée par Brenda Hampton (série télévisée, épisode Nothing Says Lovin' Like Something from the Oven) : Theodore Alan 'Al' Bonaducci
- 2007 : Monk créée par Andy Breckman (série télévisée, épisode Mr. Monk and the Naked Man) : Chance Singer
- 2007 : Larry et son nombril (Curb Your Enthusiasm) créée par Larry David (série télévisée, épisode The TiVo Guy) : Simon
- 2008 : Skip Tracer de Stephen Frears (téléfilm) : Parker Tuffey
- 2008 : Reno 911, n'appelez pas ! (Reno 911!) créée par Robert Ben Garant, Thomas Lennon et Kerri Kenney-Silver (série télévisée, épisode Bounty Hunter Tommy Hawk) : Tommy Hawk
- 2008 : Les Experts (CSI: Crime Scene Investigation) créée par Anthony E. Zuiker (série télévisée, épisode Two and a Half Deaths) : Bud Parker
- 2009 : Worst Week : Pour le meilleur... et pour le pire ! de Marc Buckland (en) (série télévisée, épisode The Puppy) : Dennis
- 1999 - 2009 : Les Rois du Texas (King of the Hill, titre québécois Henri pis sa gang) créée par Mike Judge (série télévisée, 3 épisodes) : Dirk
- 2009 : Les Experts : Miami (CSI: Miami) créée par Ann Donahue, Anthony E. Zuiker et Carol Mendelsohn (série télévisée, épisode Dead on Arrival) : Myles Martini
- 2009 : Drop Dead Diva créée par Josh Berman (en) (série télévisée, épisode The Chinese Wall) : Wallace Haft
- 2009 - 2010 : Bones créée par Hart Hanson (série télévisée, 2 épisodes) : Andrew Hacker
- 2010 : Médium (Medium) créée par Glenn Gordon Caron (série télévisée, épisode Will the Real Fred Rovick Please Stand Up?) : Fred Rovick
- 2010 : Chuck de Josh Schwartz et Chris Fedak (série télévisée, épisode Chuck vs. the Beard) : Del
- 2013 : Save Me  (7 épisodes)  : Elliot TOmpkins
- 2013 : Chosen : Daniel Easton
- 2016 - 2022 : Better Things créée par Pamela Adlon et Louis C.K.: Rich
- 2020 : Space Force : général Rongley

### Vidéofilm
- 2009 : Les Copains dans l'espace (Space Buddies) de Robert Vince (en) (vidéofilm) : Yuri

## Animation

### Cinéma
- 2001 : La Cour de récré : Vive les vacances ! (Recess: School's Out) de Chuck Sheetz : 2e garde
- 2002 : L'Âge de glace (Ice Age", titre québécois L'ère de glace) de Chris Wedge et Carlos Saldanha : Saber-Toothed Tiger
- 2002 : The Country Bears (titre québécois Les Country bears) de Peter Hastings : officier Cheets / Ted Bedderhead
- 2005 : Dinotopia - À la recherche de la roche solaire (Dinotopia: Quest for the Ruby Sunstone) de Davis Doi : John
- 2006 : Astérix et les Vikings de Stefan Fjeldmark et Jesper Møller : voix anglaise de Olaf / Unhygienix
- 2007 : Les Rois de la glisse (Surf's Up, titre québécois Les rois du surf) de Ash Brannon et Chris Buck : Tank Evans, dit "le broyeur"
- 2008 : Volt, star malgré lui (Bolt, titre québécois Volt) de Byron Howard et Chris Williams : chat vétéran

### Télévision
- 1996 : Gargoyles, les anges de la nuit (Gargoyles) (série animée, 3 épisodes Hunter's Moon: Part 1, Part 2, Part 3) : les Jason Canmore / Charles Canmore
- 1998-1999 : Hercule (série animée) : Adonis
- 1999 : Olive, the Other Reindeer de Steve Moore : le directeur de Zoo
- 1999-2000 : Pepper Ann créée par Sue Rose (série animée, 3 épisodes)
- 2000 : Les Simpson (The Simpsons) créée par Matt Groening (série animée, 1 épisode) : officier
- 2000-2001 : Les Aventures de Buzz l'Éclair (Buzz Lightyear of Star Command) : Warp Darkmatter / Torgo / Portier
- 2000-2002 : Baby Blues (en) (série animée, 2 épisodes) : Kenny
- 2001 : Batman, la relève (Batman Beyond) (série télévisée, épisode Countdown) : Zeta / Zee
- 2001 : La Légende de Tarzan (The Legend of Tarzan) (série télévisée, épisode Tarzan and the Silver Screen) : Stanley Obrowski
- 2001-2002 : Le Projet Zeta (The Zeta Project) (série animée, 14 épisodes) : Zeta / Zee
- 2002 : A Baby Blues Christmas Special de Tony Cervone (téléfilm) : Kenny
- 2002 : Quoi d'neuf Scooby-Doo ? (What's New Scooby-Doo ?) (série animée, épisode A Scooby Doo Halloween) : oncle Evan
- 2002-2007 : Billy et Mandy, aventuriers de l'au-delà (titre québécois Malices et menaces) (série télévisée, 10 épisodes) : Hoss Delgado et autres voix
- 2002-2007 : Kim Possible créée par Mark McCorkle (en) et Bob Schooley (en) (série télévisée, 3 épisodes) : Becker / Gamma / Junior
- 2005 : Kim Possible, le film : Mission Cupidon de Steve Loter (téléfilm) : Lars
- 2005-2007 : Higglytown Heroes (série télévisée, 2 épisodes) : Crane Operator
- 2006 : Korgoth of Barbaria (en) (série télévisée, épisode Pilot) : Korgoth/Henchman no 1
- 2006 : The Remplacements (série télévisée, 2 épisodes) : RoboFleem S-G-X
- 2006-2008 : Batman créée par Duane Capizzi et Michael Goguen (série télévisée, 3 épisodes) : l'ombre du voleur / Sands / capitain Slash / numéro 1
- 2008 : Underfist: Halloween Bash de Shaun Cashman (téléfilm) : Hoss Delgado
- 2008-2009 : Les Saturdays The Secret Saturdays créée par Jay Stephens (série télévisée, 23 épisodes) : Fiskerton / Fiskerton Monday / Cody
- 2009 : Les Pingouins de Madagascar (The Penguins of Madagascar (série télévisée, 3 épisodes) : le roi rat
- 2009 : Chowder créée par C.H. Greenblatt (série télévisée, 3 épisodes) : voix diverses
- 2008-2010 : Batman : L'Alliance des héros (Batman: The Brave and the Bold (série animée, 38 épisodes) : Bruce Wayne / Batman / Solomon Grundy
- dès 2019 : Harley Quinn : Bruce Wayne / Batman (voix originale)
- 2021 : Les Maîtres de l'univers : Révélation (Masters of the Universe: Revelation) :  le roi Randor / Trap Jaw
- 2024 : Batman, le justicier masqué : Harvey Dent / Double-Face (voix originale)

### Vidéofilms
- 1999 : Hercules: Zero to Hero (en) de Bob Kline (Vidéofilm) : Adonis
- 1999 : Bartok le Magnifique (Bartok the Magnificent) de Don Bluth et Gary Goldman (Vidéofilm) : Vol
- 2000 : Buzz l'Éclair, le film : Le Début des aventures (Buzz Lightyear of Star Command: The Adventure Begins) de Tad Stones (Vidéofilm) : Warp Darkmatter / Agent Z
- 2005 : Holly Hobbie and Friends: Surprise Party (en) de Mario Piluso (vidéofilm) : Oncle Dave
- 2006 : Holly Hobbie and Friends: Christmas Wishes (en) (vidéofilm) : oncle Dave
- 2007 : Holly Hobbie and Friends: Secret Adventures (vidéofilm) : oncle Dave / le juge
- 2007 : Holly Hobbie and Friends: Best Friends Forever (Vidéofilm) : oncle Dave
- 2008 : Les Rebelles de la forêt 2 (Open Season 2) de Matthew O'Callaghan et Todd Wilderman (vidéofilm) : Rufus
- 2014 : Scooby-Doo : Aventures en Transylvanie (Scooby-Doo! Frankencreepy) de Paul McEvoy : Ms. Vanders (voix)

## Jeux vidéo
- 2006 : Billy et Mandy, aventuriers de l'au-delà (jeu vidéo) : Hoss
- 2007 : Surf's Up créée par David Gilbreth et Dan Wilson (jeu vidéo) : Tank
- 2009 : FusionFall (jeu vidéo) : Hoss Delgado / Fiskerton

## Voix francophones
En version française, Diedrich Bader est doublé à titre exceptionnel par Jérôme Rebbot dans Le Prince de Bel-Air, Jérôme Berthoud dans Les Allumés de Beverly Hills, Patrice Baudrier dans 35 heures, c'est déjà trop, David Krüger dans Balles de feu, Volodia Serre dans Spartatouille, Bruno Magne dans Les Rebelles de la forêt 2, Mark Lesser dans Les Copains dans l'espace, Éric Legrand dans Drop Dead Diva, Jean-Louis Faure dans Les Copains et la Légende du chien maudit, Charles Uguen dans Jay et Bob contre-attaquent… encore et Adrien Antoine dans Young Sheldon.
Le doublant une première fois dans Diagnostic : Meurtre, Constantin Pappas devient sa voix régulière au cours des années 2000. Il le retrouve sporadiquement dans Miss FBI : Divinement armée, L'Agence de casting (en), Monk, Raising Hope, Better Things et Shazam! La Rage des Dieux.
En parallèle, Sébastien Desjours et Arnaud Arbessier lui ont tous deux prêté leurs voix à trois reprises. Le premier le double dans Le Drew Carey Show, Bones et Médium tandis que le second l'a doublé plus récemment, dans Mords-moi sans hésitation, American Housewife et Lucky Hank (en). En 2025, Stéphane Pouplard double l'acteur dans La Meneuse.
En version québécoise, Diedrich Bader est doublé par François Godin dans Balles en feu, Voici les Spartiates, Miss Personnalité 2: Armée et Fabuleuse et Les Country Bears, ainsi que par Louis-Philippe Dandenault dans Les Tobby dans l'espace, Yves Corbeil dans Les Country Bears, Antoine Durand dans  Atlas Shrugged: Part II, Jean-Luc Montminy dans Napoleon Dynamite et Daniel Picard dans Mords-moi sans hésitation.